# Baimakî, Bilohirea
Baimakî (în ucraineană Баймаки) este un sat în comuna Stavîșceanî din raionul Bilohirea, regiunea Hmelnîțkîi, Ucraina.

## Demografie
Componența lingvistică a localității Baimakî
     Ucraineană (100%)
Conform recensământului din 2001, toată populația localității Baimakî era vorbitoare de ucraineană (100%).